# Science-Fiction-Jahr 1917
Übersicht

◄◄ | ◄ | 1913 | 1914 | 1915 | 1916 | Science-Fiction-Jahr 1917 | 1918 | 1919 | 1920 | 1921 | ► | ►►

Weitere Ereignisse

## Neuerscheinungen Literatur
| Deutscher Titel                                                                                       | Deutschsprachiges Erscheinungsjahr | Originaltitel      | Autor                | Anmerkungen                           |
| --- | ---------------------------------- | ------------------ | -------------------- | ------------------------------------- |
| Der Kampf um die Weltmacht oder Der fliegende Mensch : Friedens- und Kriegsfahrten an Bord der Sirius | –                                  | –                  | August Hackmann      |                                       |
| Der Mensch ist gut                                                                                    | –                                  | –                  | Leonhard Frank       |                                       |
| Die Arche                                                                                             | –                                  | –                  | Werner Scheff        |                                       |
| Die Katakomben von Ombos                                                                              | –                                  | –                  | Ernst Schertel       |                                       |
| Die Koralle                                                                                           | –                                  | –                  | Georg Kaiser         | Theaterstück, Teil 1 der Gas-Trilogie |
| Die letzten Menschen                                                                                  | –                                  | –                  | Margarete Schubert   |                                       |
| Eine Marsprinzessin später: Die Prinzessin vom Mars                                                   |                                    | A Princess of Mars | Edgar Rice Burroughs |                                       |
| Neuland                                                                                               | –                                  | –                  | Hans Dominik         |                                       |

## Geboren
- Robert Bloch († 1994)
- Kurt Brand († 1991)
- Anthony Burgess († 1993)
- Arthur C. Clarke († 2008)
- Sumner Locke Elliott († 1991)
- Charles L. Fontenay († 2007)
- Heinz Gartmann († 1960)
- Rex Gordon, Pseudonym von Stanley Bennett Hough († 1998)
- Georgi Gurewitsch († 1998)
- Zenna Henderson († 1983)
- Axel Jeffers (Pseudonym von Hans-Peter Weissfeld; † )
- Rolf Kauka († 2000)
- Jack Kirby († 1994)
- John J. McGuire († 1981)
- Mack Reynolds († 1983)
- Alexander Schalimow († 1991)
- Louis Trimble († 1988)
- Ernst Vasovec († 1993)
- Werner Wehr, Pseudonym von Heinz Gartmann († 1960)

## Gestorben
- Carola von Eynatten (* 1857)
- Franz L. Hoffmann (* 1851)
- Eduard Loewenthal (* 1836)
- Adolf Schafheitlin (* 1852)
- Friedrich Streißler (* 1860)